# Брифок

Брифок — нижний прямой (летучий) парус на передней мачте, служащий для попутных ветров.
Брифок привязывают к брифок-рею, который поднимают на месте на брифок-фале; так делают на одномачтовых судах и люгерах, там же, где фок-рей — постоянный брифок привязывают к рею только по надобности, для чего его поднимают к рею на брифок-горденях и потом уже привязывают; на тех же горденях, за ненадобностью брифок спускают на палубу. 
При летучем брифок-рее, по уборке брифок спускают и ставят почти стоймя или по мачте или прихватывают к вантам, но во всяком случае нижним концом упирают или в палубу или в борт. Для растягивания, то есть постановки служат брифок-шкоты или сокращённо — фока-шкоты.